# ザ・スター はじめてのクリスマス
『ザ・スター はじめてのクリスマス』（原題:The Star）は2017年にアメリカ合衆国で公開されたアニメ映画である。監督はティモシー・レッカート、主演はスティーヴン・ユァンが務めた。本作はレッカートの監督デビュー作でもある。なお、本作は日本国内で劇場公開されなかったが、2018年10月3日にDVDが発売された。

## ストーリー
イエス誕生の9ヶ月前、マリアは天使から救世主を身ごもっていると告げられた。それを盗み聞きしていたネズミのアビーは「救世主が降臨する。その証拠に、今まで夜空になかった星が出現したぞ。」と他の動物たちに言って回った。それから3ヶ月後、小麦を挽く作業にうんざりしていたロバはキャラバン隊に参加したいと思うようになった。何故そう思うのかは分からなかったが、強烈な使命感が彼にはあった。年老いたロバの協力を得て農場を脱出した彼は、マリアとヨセフの家に辿り着いた。マリアはロバにボアズという名前を付けてやった。結婚を祝う夕食の席で、マリアはヨセフに自身が妊娠していることを明かした。処女懐胎というあり得ない事態を耳にして取り乱したヨセフだったが、神に祈った後に平静を取り戻した。この間、ボーはハトのデイヴと脱走する計画を立てていたが、もう半年、ヨセフの家にお世話になることにした。その頃、東方の三博士と3匹のラクダ（フェリックス、サイラス、デボラ）はヘロデ大王の宮殿を訪れていた三博士が「新しい王」を探していると知った大王は、彼らをその元へと案内したいと申し出た。しかし、それは罠であった。大王は新しい王を殺すために優秀な兵士と2匹の犬（サディアスとルフス）を現地に派遣した。
マリアとヨセフがナザレから旅立つのを機に、ボーとデイヴは再び脱走しようとしたが、そこにサディアスとルフスが現れた。2匹はアビーから新しい王が生まれる場所を聞き出したのだという。マリアとヨセフが家にいないことを知った2匹と兵士は、すぐさま2人を後を追い始めた。嫌な予感がしたボーとデイヴはマリアとヨセフに危機が迫っていることを知らせに行くことにした。道中、2匹はヒツジのルースに遭遇した。ベツレヘムの星を見てすぐに、ルースは群れを抜け出して救世主の元を訪れようとしたのだという。ルースに同行を迫られた2匹だったが、その要求を断った。2匹は何とかマリアとヨセフに追いつくことが出来たが、人間の言語を操れないが故に、危機が迫っていることを上手く伝えられなかった。「人間を隠すなら人混みの中だろう」と考えた2匹は、2人を市場へと連れて行った。しかし、そこには兵士と犬もいた。ボーは荷車を坂の上から転がして、兵士を井戸の中に突き落とすことに成功した。兵士を一時撃退できたものの、騒ぎによって生じた被害は甚大なものになってしまった。自分の身が危ないことを知らないヨセフはボーを叱りつけた。
いくら事情を把握していないとはいえ、ヨセフの仕打ちはあまりにも理不尽なものであった。そこで、ボーはヨセフとマリアの下を離れることにした。砂漠を歩き続けた2匹はついにキャラバン隊に会うことができた。夢が叶ったボーであったが、どうにも心につっかえるものがあった。

## キャスト
※括弧内は日本語吹替声優
- スティーヴン・ユァン - ロバのボアズ（ボー）（野島健児）
- ジーナ・ロドリゲス - 聖母マリア（知念里奈）
- ザッカリー・リーヴァイ - ナザレのヨセフ（白川周作）
- キーガン＝マイケル・キー - ハトのデイヴ（西脇保）
- エイディ・ブライアント - ヒツジのルース（加藤美佐）
- ケリー・クラークソン - ウマのリア
- パトリシア・ヒートン - ウシのエディス
- アンソニー・アンダーソン - ヤギのザック
- クリスティン・チェノウェス - ネズミのアビー（AMI (TENDERLAMP)）
- トレイシー・モーガン - ラクダのフェリックス
- タイラー・ペリー - ラクダのサイラス
- オプラ・ウィンフリー - ラクダのデボラ
- クリス・クリストファーソン - ボーの父親
- クリストファー・プラマー - ヘロデ大王
- ヴィング・レイムス - 犬のサディウス
- ガブリエル・イグレシアス - 犬のルフス
- デリラ - エリザベト
- マライア・キャリー - ニワトリのレベッカ

## 製作
2014年9月、フランクリン・エンターテインメントとソニー・ピクチャーズ・アニメーションがイエスの誕生を題材にした映画を製作していると報じられた。2015年4月、本作の監督にティモシー・レッカートが起用されることになったとの報道があった。8月5日、本作のタイトルが『The Lamb』に決定し、2017年12月8日に全米公開される予定だと報じられた。2016年6月20日、タイトルが『The Star』に変更された。2017年1月5日、オプラ・ウィンフリーとタイラー・ペリーが本作の声優に起用されたとの報道があった。

## サウンドトラック
2017年10月27日、本作のサウンドトラックが発売された。
| #         | タイトル                           | 作詞      | 作曲・編曲 | Artist                         | 時間 |
| --------- | ---------------------------------- | --------- | ---------- | ------------------------------ | ---- |
| 1.        | 「The Star」                       |           |            | マライア・キャリー             | 4:01 |
| 2.        | 「Children Go Where I Send You」   |           |            | ケルシー・バレリーニ           | 2:40 |
| 3.        | 「We Three Kings」                 |           |            | カーク・フランクリン           | 4:06 |
| 4.        | 「Can You See」                    |           |            | フィフス・ハーモニー           | 3:57 |
| 5.        | 「Life Is Good」                   |           |            | ア・グレイト・ビッグ・ワールド | 3:16 |
| 6.        | 「Mary, Did You Know」             |           |            | ザラ・ラーソン                 | 3:23 |
| 7.        | 「O Holy Night」                   |           |            | ヨランダ・アダムス             | 4:20 |
| 8.        | 「What Christmas Means to Me」     |           |            | セイヴィング・フォーエヴァー   | 3:03 |
| 9.        | 「Breath of Heaven (Mary’s Song)」 |           |            | ジェシー・ジェームズ・デッカー | 4:51 |
| 10.       | 「His Eye Is on the Sparrow」      |           |            | キャスティング・クラウンズ     | 4:19 |
| 11.       | 「What Child Is This?」            |           |            | ジェイク・オーウェン           | 3:16 |
| 12.       | 「Carol of the Bells」             |           |            | ペンタトニックス               | 3:13 |
| 合計時間: | 合計時間:                          | 合計時間: | 44:17      |                                |      |

## 公開・マーケティング
2016年7月、本作の全米公開日が2017年11月10日に設定されたが、後に同年11月17日に延期されることとなった。
2017年7月26日、本作のファースト・トレイラーが公開された。11月16日、マライア・キャリーが歌う『The Star』のミュージックビデオがYouTubeで公開された。

## 興行収入
本作は『ジャスティス・リーグ』と『ワンダー 君は太陽』と同じ週に公開され、公開初週末に1000万ドル前後を稼ぎ出すと予想されていたが、この予想は的中した。2017年11月17日、本作は全米2837館で封切られ、公開初週末に981万ドルを稼ぎ出し、週末興行収入ランキング初登場6位となった。

## 評価
映画批評集積サイトのRotten Tomatoesには26件のレビューがあり、批評家支持率は26%、平均点は10点満点で5.2点となっている。サイト側による批評家の見解の要約は「『ザ・スター はじめてのクリスマス』は観客にハレルヤコーラスを歌わせしめる作品ではないかもしれない。しかし、そのイエスの誕生に対するアプローチは型破りかつ誠実なものであり、感謝祭の週末に上映される作品を多様にするにはうってつけの作品である。」となっている。また、Metacriticには10件のレビューがあり、加重平均値は43/100となっている。なお、本作のCinemaScoreはAとなっている。
本作の主題歌『The Star』は第75回ゴールデングローブ賞で主題歌賞にノミネートされたが、受賞は逃した。